# Enicospilus ashbyi
Enicospilus ashbyi là một loài tò vò trong họ Ichneumonidae.